# انتون سیتنیکوف
انتون سیتنیکوف (اوکراینی: Антон Олександрович Ситников؛ زادهٔ ۱۲ ژوئیهٔ ۱۹۹۱) بازیکن فوتبال اهل اوکراین است.
از باشگاه‌هایی که در آن بازی کرده‌است می‌توان به باشگاه فوتبال دینامو کی‌یف اشاره کرد.
وی همچنین در تیم ملی فوتبال Ukraine U19 بازی کرده‌است.